# Johannes Jansson (tonsättare)
Johannes Jansson, född 24 juli 1950 i Stockholm, är en svensk tonsättare.
Jansson växte upp i ett konstnärshem och började sin musikerkarriär som gitarrist. Han studerade musikvetenskap i Lund och kontrabas och musikteori vid Musikhögskolan i Malmö. Han studerade också komposition för Sten Broman och Ingvar Lidholm.
Hans första framträdande som komponist var 1970 och 1971 debuterade han som dirigent med sin egen musik. I november 2010 uruppfördes hans violinkonsert som recensenten i Dagens Nyheter kallade ”Ett verk med en förlösande skönhet som man aldrig vill skall ta slut”
Jansson är medlem i Föreningen svenska tonsättare.
2019 tilldelades han Musikföreningens i Stockholm körtonsättarstipendium.

## Diskografi
- 1997 The silver call / Johannes Jansson på Svensk mediedatabas